# محمد توکل
محمد توکل (۱۳۱۳ – ۹ اسفند ۱۴۰۲) کشتی‌گیر، پزشک متخصص، رئیس پیشین فدراسیون کشتی ایران، رئیس کنفدراسیون کشتی آسیا، عضو هیئت‌رئیسه، نایب‌رئیس، و رئیس کمیته پزشکی اتحادیه جهانی کشتی بود.

## آغاز زندگی
محمد توکل زاده ۱۳۱۳ در قزوین بود. او در رشته پزشکی از دانشگاه تهران دانش‌آموخته شد. سپس برای دوره تخصص به انگلستان رفت و تخصص زنان و زایمان و در رشتهٔ سرطان زنان و نازایی فوق تخصص گرفت. وی کشتی را زیر نظر حبیب‌الله بلور آغاز کرد. او همزمان عضو تیم ملی کشتی دانشگاه‌های ایران و کاپیتان تیم کشتی دانشگاه تهران بود.

## زندگی حرفه‌ای
وی در دوران پهلوی سه بار به ریاست فدراسیون کشتی و یک بار نیز به ریاست فدراسیون ورزشی ناشنوایان منصوب شد. توکل همچنین، رئیس فدراسیون کشتی ایران، عضو هیئت‌رئیسهٔ فدراسیون کشتی جهان در المپیک مونترآل، و عضو فدراسیون کشتی آسیا بود. او در سال ۱۹۹۲ در بارسلونا برای بار دوم به عضویت هیئت‌ رئیسهٔ فدراسیون کشتی جهانی و کمیسیون پزشکی آن فدراسیون (که به مسائل دوپینگ می‌پردازد) انتخاب شد و تا هنگام برگزاری المپیک ۲۰۱۲ لندن در این سمت باقی ماند. وی جمعاً ۴ دوره ۶ ساله عضو هیئت رئیسه فیلا بود و اثرگذاری قابل توجهی بر تصمیم‌گیری‌های فیلا داشت.
در سال ۲۰۱۱ محمد توکل به همراه ابراهیم جوادی در حاشیه مسابقات جهانی استانبول ترکیه عضو تالار مشاهیر فدراسیون جهانی کشتی شد.

## کار پزشکی
او پزشک زایمان علیرضا دبیر و مادرش بود. همچنین نخستین مدال جهانی دبیر را که در مسابقات جهانی تهران بدست آورده بود بر گردن او انداخت.
محمد توکل برای مدت طولانی تا پیش از بسته شدن بیمارستان هشترودیان تهران، سمت کارفرمایی این بیمارستان را بر عهده داشت. این بیمارستان شخصی به‌دلیل اختلاف میان سهام‌داران تعطیل و هم‌اکنون به مکانی رهاشده تبدیل شده است.